# 陈塘庄街道
陈塘庄街道，是中华人民共和国天津市河西区下辖的一个乡镇级行政单位。

## 行政区划
陈塘庄街道下辖以下地区：
微山里社区、华山里社区、天山里社区、双山新苑社区、秀峰里社区、陈塘庄社区、六合里社区、七贤南里社区、贵山里社区、四季馨园社区、幸福家园社区、栖塘社区、四信里社区和三诚里社区。